# 雅典娜的猫头鹰

在希腊神话中，一只小猫头鹰（縱紋腹小鴞）代表着智慧女神雅典娜以及她在罗马神话中的化身弥涅耳瓦。由于这种联系，这种鸟通常被称为雅典娜的猫头鹰或密涅瓦的猫头鹰。在整个西方世界它成為知识、智慧、敏锐和博学的象征。